# Joris Mathijsen
Joris Mathijsen, nizozemski nogometaš, * 5. april 1980, Goirle, Nizozemska.
Mathijsen je nekdanji nogometni branilec, nazadnje je igral za Feyenoord.